# Myophorella
Genre
Myophorella est un genre éteint de mollusques bivalves protobranches de la famille des Trigoniidae.

## Répartition
Dans toutes les mers chaudes du globe au Jurassique. 

## Liste d'espèces en France
En France on a retrouvé, 
- Myophorella spiculifera et Myophorella greisbachi dans le Bathonien des Ardennes, 165 millions d'années ;
- Myophorella clavulosa et Myophorella spiculifera dans le Bathonien de Picardie ;
- Myophorella clavellata et d'autres espèces de Myophorella dans l'Oxfordien (155 millions d'années) et le Bathonien  de Normandie ;
- Myophorella sp. dans le Toarcien des  Causses[1].

## Galerie

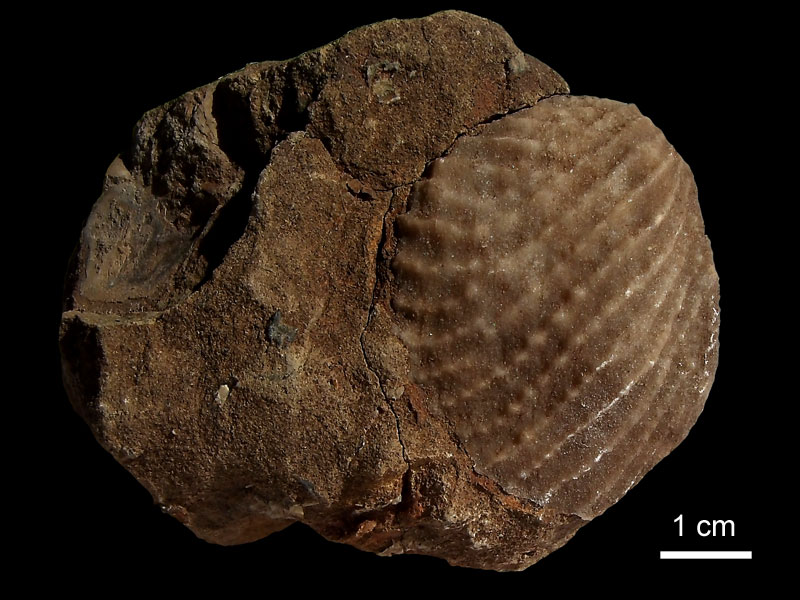
Myophorella, Argentine, Jurassique, 170 Ma.